# 中村こずえのサウンドピクチャー
中村こずえのサウンドピクチャー（なかむらこずえのサウンドピクチャー、Sound Picture）はニッポン放送制作のNRNネットで放送されていたラジオ番組。NRNのローカルセールス番組である。

## 概要
- パーソナリティー中村こずえが、地域の郷土文化、イベント等を紹介する1時間の録音番組。前半は、BGMにのせながら、ある地域の見所等を、後半は、リスナーのメッセージと各地域の催し物の紹介していく。
- 「ヤンキー先生!義家弘介の夢は逃げていかない」の放送終了後、NRN向けの後番組兼裏送り番組として2009年4月から開始されたものの、当初は秋田放送と長崎放送の2局のみと大幅にネット局を減らしての開始になった。後に東海ラジオ放送にもネットされた。
- 2009年8月2日からはニッポン放送にもネットされたため、裏送りは解消された。同年10月のいわゆる秋改編で、ラジオ大阪など一部の地方局でもネットが開始された。
- 2014年9月28日を以ってニッポン放送での放送が打ち切られたため、再び裏送り番組となった。（スペシャル番組として不定期で放送する場合有り。）
  - そのニッポン放送では、機材点検のための放送休止が頻繁に行われた[1]。一方で、聴取率調査週を中心に不定期で27:00以降に「中村こずえのサウンドピクチャースペシャル」を放送することもあった。内容は、その日のために制作されることもあれば、直近で休止となった分を放送する場合も。その場合の告知等、ニッポン放送分だけオープニングやエンディングの一部差し替えが行われる。
- 番組の構成や時間帯の関係からオープニング、前半と後半の間、後半の中間点でのCM枠にフィラーが流れることが多い。なお、オープニングテーマ（『Living Inside Your Love』）、フィラー、前半終了時BGM（『Dance with Me』）、声の歳時記BGM（『Doc』※2011年頃よりなし）、エンディングテーマ（『Heart String』）で使われている曲は全てアール・クルーの曲である。
- 番組の収録は、「中村こずえのみんなでニッポン日曜日!」の生放送後に行われている模様。[2][3]
- 2013年4月28日から9月28日まで番組後半の20分間に前川愛が担当するスポンサー付きコーナー番組「前川愛のがじゅまるたいむ」がニッポン放送のみで放送された。その間、ネット局は「七十二候〜季節のうつろい」のコーナーを放送し、こちらは引き続き中村が担当していた。
- 2017年4月現在、新潟放送、山梨放送の各局では、一週間の最終番組となっている。
- 2018年3月をもって終了。和歌山放送のみ、次番組の放送開始日の兼ね合いで他の放送局の最終回の1回前の回で打ち切りとなった。

## パーソナリティー
- 中村こずえ

## ネット局
放送時間の早い順から記載。

### 番組終了時
| 放送対象地域   | 放送局名          | 放送時間               | 放送期間                                                                | 備考  |
| -------------- | ----------------- | ---------------------- | ----------------------------------------------------------------------- | ----- |
| 京都府・滋賀県 | KBS京都 KBS滋賀   | 毎週金曜 23:00 - 24:00 | 2012年10月7日 - 2018年3月30日                                           |       |
| 富山県         | 北日本放送（KNB） | 毎週土曜 18:00 - 19:00 | 2010年10月16日 - 2011年9月26日 2012年4月2日 - 2018年3月31日             |       |
| 和歌山県       | 和歌山放送（wbs） | 毎週日曜 20:00 - 21:00 | 2010年4月5日 - 2018年3月25日                                            | [ 7 ] |
| 新潟県         | 新潟放送（BSN）   | 毎週日曜 24:00 - 25:00 | 2009年10月11日 - 2010年4月4日 2012年4月8日 - 2018年4月2日（4月1日深夜） |       |
| 山梨県         | 山梨放送（YBS）   | 毎週日曜 24:00 - 25:00 | 2010年4月11日 - 2018年4月2日（4月1日深夜）                              |       |

### 過去
| 放送対象地域   | 放送局                        | 放送時間               | 放送期間                       | 備考                                  |
| -------------- | ----------------------------- | ---------------------- | ------------------------------ | ------------------------------------- |
| 関東広域圏     | ニッポン放送（LF）            | 毎週日曜 26:00 - 27:00 | 2009年8月2日 - 2014年9月28日   | 制作局                                |
| 近畿広域圏     | ラジオ大阪（OBC）             | 毎週土曜 27:00 - 28:00 | 2009年10月11日 - 2014年3月29日 | ABCラジオにネット変更に伴い放送終了。 |
| 福島県         | ラジオ福島（rfc）             | 毎週日曜 4:00 - 5:00   | 2012年4月8日 - 2015年3月29日   |                                       |
| 長野県         | 信越放送（SBC）               | 毎週日曜 9:00 - 10:00  | 2012年4月8日 - 9月30日         |                                       |
| 静岡県         | 静岡放送（SBS）               | 毎週日曜 20:00 - 20:59 | 2009年10月11日 - 2010年4月4日  |                                       |
| 秋田県         | 秋田放送（ABS）               | 毎週日曜 24:00 - 25:00 | 2009年4月5日 - 2012年3月25日   |                                       |
| 長崎県・佐賀県 | 長崎放送（NBC） NBCラジオ佐賀 | 毎週日曜 24:00 - 25:00 | 2009年4月5日 - 2012年4月1日    |                                       |
| 近畿広域圏     | 朝日放送（ABC）               | 毎週日曜 24:30 - 25:30 | 2014年4月6日 - 2016年3月27日   | ラジオ大阪からネット変更。            |
| 北海道         | STVラジオ                     | 毎週日曜 25:00 - 26:00 | 2010年4月11日 - 10月3日        |                                       |
| 山形県         | 山形放送（YBC）               | 毎週月曜 19:00 - 20:00 | 2014年3月31日 - 9月22日        |                                       |
| 中京広域圏     | 東海ラジオ（SF）              | 毎週日曜 25:00 - 26:00 | 2009年7月11日 - 2017年3月26日  |                                       |
| 愛媛県         | 南海放送（RNB）               | 毎週日曜 24:00 - 25:00 | 2016年10月2日 - 2017年3月26日  |                                       |
| 香川県         | 西日本放送（RNC）             | 毎週土曜 19:00 - 20:00 | 2017年4月8日 - 9月30日         |                                       |

| ニッポン放送 日曜25:30 - 26:30                                               | ニッポン放送 日曜25:30 - 26:30                               | ニッポン放送 日曜25:30 - 26:30 |
| 前番組                                                                       | 番組名                                                       | 次番組                         |
| ---------------------------------------------------------------------------- | ------------------------------------------------------------ | ------------------------------ |
| 上原隆のオールナイトニッポン サポーターズ 不定期 ※25:00 - 26:00 ↓ 単発枠     | 中村こずえのサウンドピクチャー （2009年8月2日 - 2010年10月） | 放送休止                       |
| ABCラジオ 日曜24:30 - 25:30                                                  |                                                              |                                |
| 夏子と千和のツンピリラヂヲ （2008年10月23日 - 2014年6月29日） ※24:30 - 25:00 | 中村こずえのサウンドピクチャー                               | -                              |
| 東海ラジオ 日曜25:00 - 26:00                                                 |                                                              |                                |
| 水樹奈々 スマイルギャング （2008年10月 - 2009年10月4日） ※25:00 - 25:30      | 中村こずえのサウンドピクチャー                               | -                              |

## 関連番組
- 中村こずえのみんなでニッポン日曜日! - こちらは日曜午後生放送のニッポン放送からの地方局向け裏送り番組だった。秋田放送・北日本放送はこの番組もネットしていた。